# NGC 4996
NGC 4996 este o low-surface-brightness galaxy⁠(d) situată în constelația Fecioara. A fost descoperită în 28 martie 1864 de către Albert Marth.